# Michel Brachet
Pour les articles homonymes, voir Brachet.
Michel Brachet, dit le « Diable Blanc », est un funambule français né le 10 octobre 1938  à Nyons dans la Drôme et mort le 26 avril 1982 à Pau. Père Marcel Brachet  mère Marcelle Brachet. Il avait 3 sœurs et un frère : Eliette, Claude, Nicole, Mireille, Sylvette. Il était marié à Irène et avait 3 enfants : Corinne, Stéphane et Nathalie.  

## Biographie
Michel Brachet a notamment exercé son art sous le chapiteau du cirque des Frères Gulliver au pont du Gard ou encore dans les rues d'Aix-en-Provence. C'est là, au Relais Culturel, qu'il a en outre enseigné l'art de marcher sur le fil à de tout jeunes enfants dans les années 1970. Il avait mis au point une pédagogie, le fil partant du sol et montant selon une pente douce. Il était équipé de petits balanciers légers adaptés aux enfants.
Il a initié le funambule Michel Menin qui l'a assisté au lac de Chalain dans le Jura en 1980 lors du spectacle La Falaise des Fous organisé par Michel Crespin.
Ses numéros favoris étaient le vélo, la chaise et les couteaux attachés aux chevilles et tournés vers l'intérieur des jambes, rendant plus périlleux encore chaque pas.